# ワデル塾
ワデル塾（ワデルじゅく）は、スコットランド一致長老教会の宣教師ヒュー・ワデルが設立した私塾である。
1874年(明治7年)に英国スコットランドよりヒュー・ワデルが宣教師として来日する。1876年にワデルは芝西久保葺手町（現在の港区虎ノ門四丁目）に私塾を開設した。その学校では渡辺勝、依田勉三、鈴木銃太郎らが学んだ。彼らは、後に北海道の十勝開拓において重要な役割を果たす晩成社の幹部になる。渡辺勝はワデルより聖書を学び、1877年(明治10年)1月にワデルより洗礼を受ける。
1878年にワデルの私塾は教会は教会に発展し、西久保教会になった。1879年3月29日には、東京葺手町教会になり、日本基督一致教会に加入した。そして、芝教会と合併して今日に至る。